# Tiếng Digan
Ngôn ngữ Digan, hoặc ngôn ngữ Romani (/roʊməni/), hoặc ngôn ngữ Gypsy (tiếng Digan: ćhib romani) là một số ngôn ngữ của người Digan, thuộc ngữ chi Ấn-Arya trong hệ ngôn ngữ Ấn-Âu .
Theo Ethnologue, có bảy loại ngôn ngữ Digan khác nhau đủ để được coi là các ngôn ngữ riêng. Lớn nhất trong số này là Vlax Romani (với khoảng 900.000 người sử dụng), Balkan Romani (700.000), Carpath Romani (500.000) và Sinte Romani (300.000). Một số cộng đồng Digan nói các ngôn ngữ hỗn hợp dựa trên các ngôn ngữ bản địa nhưng giữ lại từ vựng có nguồn gốc từ ngôn ngữ Digan cổ - chúng được gọi bằng ngôn ngữ học là các ngôn ngữ Para-Romani, chứ không phải là phương ngữ Romani nữa .
Sự khác biệt giữa các ngôn ngữ Digan có thể khác nhau rất nhiều như sự khác biệt giữa các ngôn ngữ Slav khác nhau.